# René Fonvieille
René Fonvieille, né le 20 mars 1913 à Castres (Tarn) et mort le 10 septembre 2008 à Grenoble, est un magistrat, historien et écrivain français.

## Biographie
Il naît à Castres d'un père sous-officier d'artillerie et d'une mère « sans profession ».
À partir de sa nomination au tribunal de Grenoble dans les années 1960, il s'intéresse à l'histoire du Dauphiné et y trouve sujets à publications, puis il s'y consacre une fois retiré dans cette région.
En 1965 il fonde l'association « Comité de sauvegarde du vieux Grenoble », devenue en 2004 « Patrimoine et Développement - Comité de sauvegarde du vieux Grenoble », et depuis 2009 « Patrimoine et Développement du Grand Grenoble »,,.
Il décède à Grenoble le 10 septembre 2008 à l'âge de 95 ans.

### Carrière de magistrat
- années 1930: Études de droit à l'université de Lille
- 1938 : docteur en droit (mention très bien, thèse publiée)
- 1940- : juge suppléant à la cour de Riom
- 1943 : juge d'instruction à Nevers[9]
- 1945-1948 : juge d'instruction à Lille
- 1949- : président du tribunal de Pointe-à-Pitre[10].
- années 1960 : président de la cour d'appel de Grenoble [6],[11],[12],[13].
- 1968- : président de la cour d'appel de Versailles [6],[14].

### Historien et écrivain régionaliste
À l'exception de son sujet de thèse, portant sur l'histoire médiévale de Hesdin-le-Vieux, localité de l'actuel Pas-de-Calais, c'est dans le Dauphiné, et principalement à Grenoble, qu'il puise ses thèmes d'inspiration.

## Œuvre (sélection)
- La seigneurie et la ville de Hesdin-le-Vieux depuis le XIIe siècle jusqu'à la destruction de la ville (1553) (Thèse de doctorat), Lille, Raoust, 1938, 230 p. (OCLC 459661016).
- Le palais du parlement de Dauphiné et son extraordinaire architecte Pierre Bucher... (1510-1576), Grenoble, Didier-Richard, 1965, 97 p., pdf (OCLC 491595248, présentation en ligne).
- Grenoble, berceau de la Révolution française, 1968, 39 p. (OCLC 716581428).
- Le vieux Grenoble 1 et 2 : Ses pierres et son âme, vol. 1 et 2, Grenoble, Roissard, 1968, 263 et 289 p. (OCLC 406676850)
- Le vieux Grenoble 3 : Ses artistes, ses trésors d'art, Grenoble, Roissard, 1970, 325 p., pdf (OCLC 462182829, présentation en ligne).
- Le véritable Julien Sorel (préf. Victor Del Litto), Grenoble, Paris, Arthaud, 1971, 328 p. (OCLC 301307024, présentation en ligne).
- La dynastie des Hache, Grenoble, Dardelet, 1974, 144 p. (OCLC 406708618).
- Histoires d'amour des provinces de France : 2. Le Dauphiné, Paris, Presses de la Cité, 1975, 377 p. (OCLC 38122173).
- Mandrin : d'après de nombreux documents inédits (préf. Claude Manceron), Grenoble, Éditions du Taillefer, 1975, 319 p. (OCLC 417433658).
- (it) René Fonvieille et Anna Jeronimidis, Il vero Julien Sorel, Palermo, Sellerio, 1978, 402 p. (OCLC 883684483).
- Amours dauphinoises (ill. Yolande Richet), Grenoble, Terre et Mer 4 Seigneurs, 1982, 266 p. (OCLC 406751506).
- La cuisine dauphinoise à travers les siècles, Grenoble, Terre et mer, 1983, 307 p. (OCLC 406719583, présentation en ligne).
- Barnave et la pré-Révolution : Dauphiné, 1788, Grenoble, Glénat, 1987, 244 p. (OCLC 489835656).
- Barnave et la Révolution : 1789-1793, Grenoble, Glénat, 1989, 340 p. (OCLC 417228264).
- Barnave et Marie-Antoinette : d'après les correspondances secrètes : 1791-1793, Grenoble, Glénat, 1989, 277 p. (OCLC 417438797).

## Distinctions
- 1938 : grande médaille d'or de l'académie d'Arras pour son mémoire de thèse[10]
- 1968 : élection à l'Académie delphinale[15],[16]
- 1972 : lauréat  du prix de l'Alpe décerné par la ville de Grenoble[6],[17]